# Taxidea taxus
Il tasso americano (Taxidea taxus (von Schreber, 1778)) è un carnivoro della famiglia dei Mustelidi. È originario dell'America settentrionale, dove viene chiamato semplicemente «tasso» (badger). Secondo scoperte recenti, tuttavia, non è strettamente imparentato con i tassi del Vecchio Mondo (Melinae). 

## Descrizione

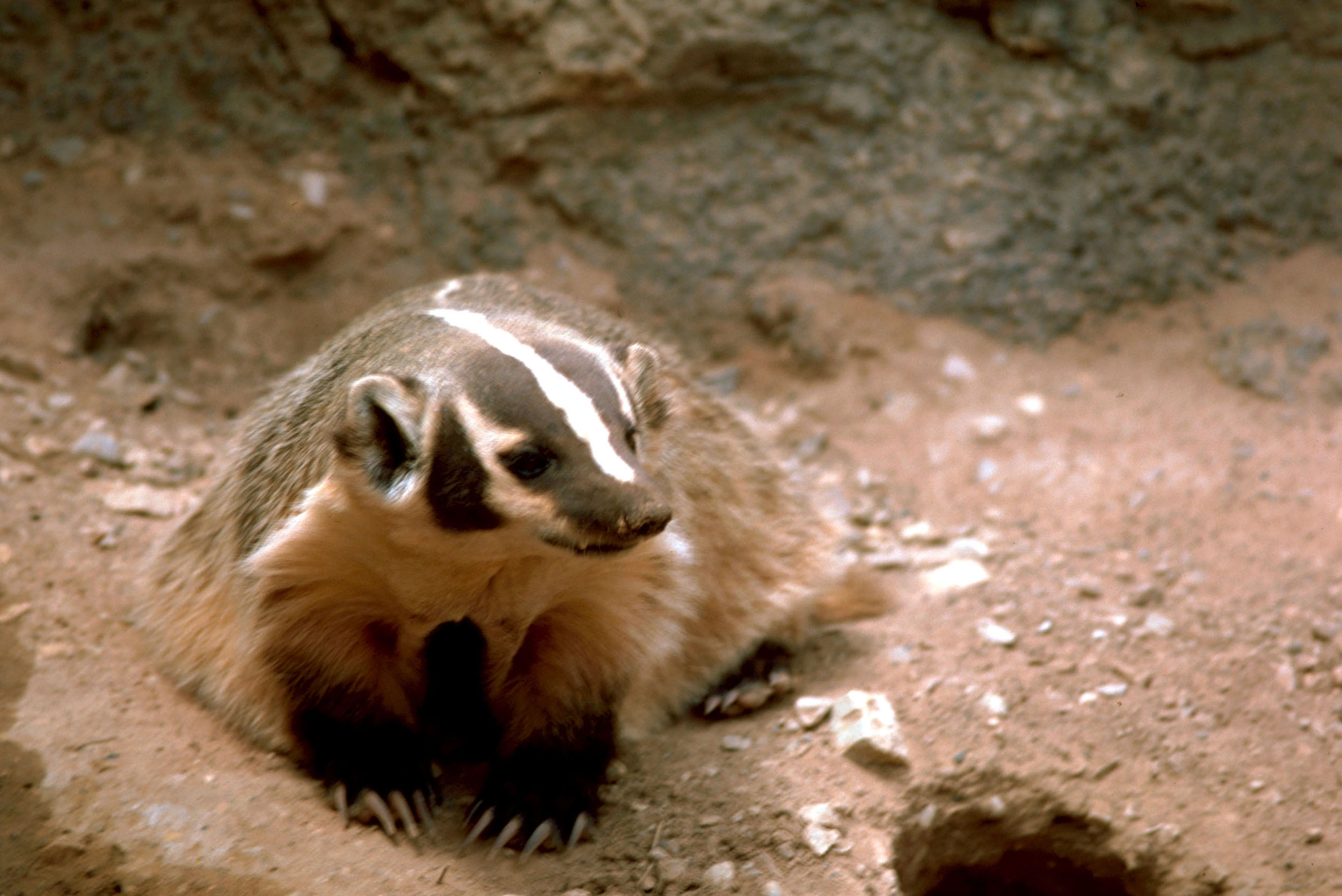
Taxidea taxus.

La pelliccia, piuttosto lunga sul dorso e sui fianchi, è di colore grigio, a volte con una sfumatura rossastra; la parte inferiore è più chiara, solitamente giallo-grigiastra. Le zampe sono più scure, per lo più marrone scuro o nere. Caratteristica è la striscia bianca che si estende a partire dal naso: mentre negli esemplari delle regioni settentrionali termina all'altezza delle spalle, nelle regioni meridionali si estende fino alla parte posteriore del tronco. La faccia presenta dei motivi bianchi e neri; anche il mento e la gola sono bianchi. Il muso è appuntito, le orecchie sono arrotondate e ben aderenti alla testa.
La struttura del tasso americano appare appiattita, ma pur sempre tozza. Le zampe anteriori sono dotate di artigli lunghi e ben ricurvi, la coda è corta e folta. Questi animali presentano una lunghezza testa-tronco di 42-72 centimetri, hanno una coda lunga 10-16 centimetri e pesano tra i 4 e i 12 chilogrammi.

## Distribuzione e habitat
Il tasso americano è originario dell'America settentrionale: il suo areale comprende principalmente la regione delle Grandi Pianure nella parte centrale del continente. Si estende dal nord dell'Alberta attraverso gran parte degli Stati Uniti occidentali e centrali fino al Messico centrale. Il suo habitat è costituito da aree aperte e aride come praterie e distese erbose, talvolta anche pascoli.
Tuttavia, i tassi americani non sono limitati alle regioni temperate o calde. Durante l'ultimo periodo glaciale essi erano presenti anche nell'Alaska orientale, quando questa zona era occupata dalla tundra fredda e secca nota come steppa dei mammut. Tuttavia, essendo una specie tipica della steppa, non riuscì a raggiungere l'Asia attraverso il ponte di terra esistente all'epoca a causa della maggiore umidità della Beringia.

## Biologia

### Comportamento

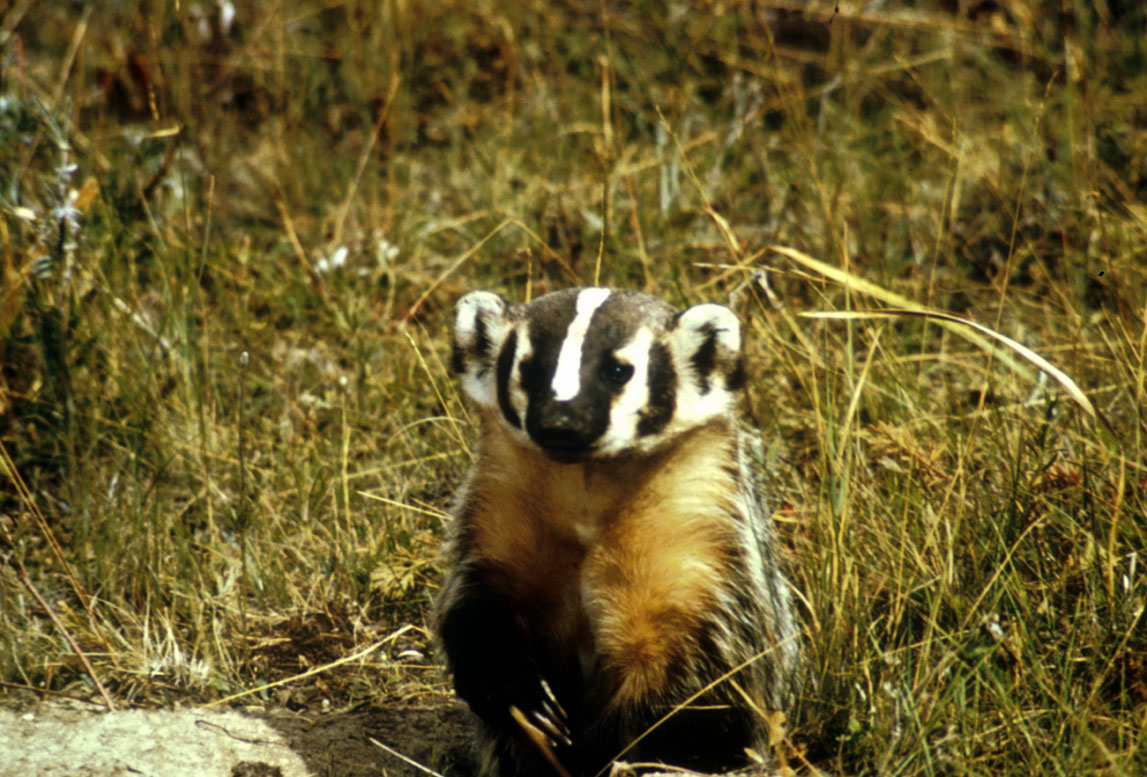
Taxidea taxus.

Il corpo appiattito e gli artigli ricurvi delle zampe anteriori indicano che il tasso americano è un rapido e potente scavatore in grado di farsi strada nel terreno duro in pochissimo tempo. Esso scava principalmente per dare la caccia alle prede, ma dorme anche all'interno delle gallerie che scava o modifica quelle scavate da altri animali. A differenza del tasso europeo, non vive nella stessa tana per tutta la vita, ma per un mese al massimo; di solito possiede diverse tane nel suo territorio. Le tane del tasso americano possono essere lunghe 10 metri e si spingono fino a 3 metri di profondità nel terreno: in fondo ad esse si trova una camera da letto rotonda rivestita di foglie.
Di solito questi animali sono attivi tutto l'anno, ma negli inverni estremamente rigidi rimangono nella tana per diversi giorni o addirittura settimane, entrando in uno stato di torpore.
Il tasso americano differisce dal tasso europeo anche nel comportamento sociale. È infatti una creatura solitaria completamente asociale. Può andare in cerca di cibo in qualsiasi momento della giornata, ma è per lo più notturno. Di norma, resta fedele al proprio nucleo vitale e spesso rimane nella stessa zona. I territori dei maschi, che misurano circa 2,4 chilometri quadrati, sono più grandi di quelli delle femmine, che ne misurano circa 1,6. Questa specie non mostra alcun comportamento territoriale pronunciato, sebbene i territori possano sovrapporsi, ma gli animali cercano sempre di evitarsi l'un l'altro.

### Alimentazione
A differenza del tasso europeo, il tasso americano mangia pochissimo cibo vegetale. Tra le sue prede figurano soprattutto roditori sotterranei, ma anche uccelli che nidificano a terra e le loro uova, rettili (compresi i serpenti a sonagli) e insetti. Diversamente da molti altri carnivori, non insegue attivamente la preda, ma la snida dissotterrandone la tana.
Nel gennaio 2016, i ricercatori dell'università dello Utah hanno scoperto, utilizzando delle carcasse di vacca come esca, che il tasso americano svolge anche un efficace ruolo di spazzino.
L'affermazione che tassi americani e coyote stringano «alleanze di caccia» è ben diffusa. In verità, i coyote aspettano solo che i roditori si spaventino, dopo che un tasso li ha portati allo scoperto, per poterli catturare più facilmente, pertanto i tassi non ne ricavano alcun vantaggio.

### Riproduzione

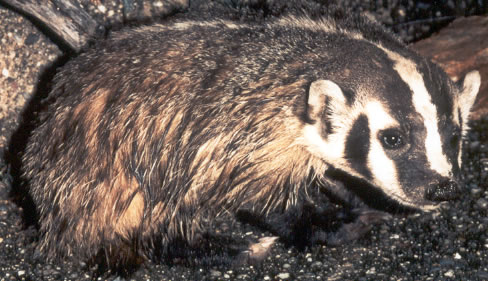
Tasso americano.

Gli accoppiamenti hanno luogo in estate e all'inizio dell'inverno, ma a causa del ritardo dell'impianto dell'embrione la gestazione vera e propria inizia solo tra dicembre e febbraio. A marzo o aprile la femmina partorisce da uno a cinque piccoli dopo un periodo di gestazione effettivo di circa sei settimane. I neonati, inizialmente ciechi e indifesi, trascorrono le prime settimane di vita in una camera imbottita con erba o foglie. Dopo quattro settimane aprono gli occhi, dopo sei sono svezzati. Le femmine spesso raggiungono la maturità sessuale all'età di quattro mesi, mentre i maschi non si riproducono fino a quando non hanno due anni.
L'aspettativa di vita media in natura è di quattro o cinque anni, l'età massima è di 14 anni. In cattività, tuttavia, la loro speranza di vita aumenta considerevolmente: l'esemplare più vecchio di cui siamo a conoscenza è morto all'età di 26 anni.

## Conservazione
Fatta eccezione per l'uomo, i tassi americani adulti non hanno praticamente predatori naturali. A volte vengono perseguitati perché le loro tane sono situate appena sotto la superficie del terreno e gli animali al pascolo possono rompersi una zampa cadendovi dentro. Il traffico stradale e le esche avvelenate, sebbene destinate ai coyote, rappresentano ulteriori pericoli.
Talvolta con le pelli di questo animale vengono confezionate delle pellicce. In passato con i suoi peli venivano fabbricati pennelli da barba, ma attualmente allo scopo vengono utilizzati principalmente i peli di tassi provenienti dalla Cina.
Nonostante tutto, nel corso del XIX e XX secolo i tassi americani sono stati in grado di espandere i confini del proprio areale: oggi, ad esempio, sono comuni in Ontario e Ohio e sono stati registrati avvistamenti isolati anche nel New England. La specie non è considerata in pericolo di estinzione.

## Tassonomia
In passato il tasso americano veniva classificato all'interno della sottofamiglia dei tassi (Melinae), un gruppo di mustelidi con rappresentanti diffusi unicamente in Eurasia. Tuttavia, la somiglianza con questi ultimi sembra essere solamente il frutto di una convergenza evolutiva. Studi più recenti lo classificano in una sottofamiglia a parte (Taxidiinae).